# Leopold Albert
Leopold Albert (24. november 1868 i Helsingborg – 16. september 1949) var en dansk fotograf i København, der var kongelig hoffotograf.
Han var også ejer af en biograf i Lyngby-Taarbæk Kommune.